# Solec nad Wisłą
Solec nad Wisłą (do 1969 Solec) – miasto w Polsce położone w województwie mazowieckim, w powiecie lipskim. Leży u ujścia rzeczki Krępianki do Wisły.
Siedziba gminy Solec nad Wisłą oraz rzymskokatolickiej parafii Wniebowzięcia Najświętszej Maryi Panny. Administracyjnie ma status sołectwa.
Pod względem historycznym Solec nad Wisłą leży w Małopolsce, w dawnej ziemi sandomierskiej, w ramach której kulturowo stanowi część ziemi radomskiej. Uzyskał lokację miejską ok. 1370. Był miastem królewskim Korony Królestwa Polskiego, w drugiej połowie XVI wieku położonym w powiecie radomskim województwa sandomierskiego. Prawa miejskie utracił 13 stycznia 1870, przywrócone przejściowo przez okupanta podczas I wojny światowej (1916–1919). Miejscowość odzyskała status miasta z dniem 1 stycznia 2021.
W latach 1867–1870 siedziba gminy Solec, a 1870–1954 siedziba dwóch gmin: Solec i Dziurków. 1954–1973 siedziba gromady Solec, a od 1973 obecnej gminy Solec nad Wisłą. W latach 1975–1998 miejscowość położona była w województwie radomskim.

## Integralne części miejscowości
Wieś miała integralne części miejscowości:
- Podole, położone w północnej części miejscowości, w pobliżu rzeki Krępianki,
- Podemłynie – południową część Solca, której nazwa pochodzi od starego młyna na rzece Krępiance (obecnie w ruinie),
- Kazimierówka, przysiółek wsi położony przy lesie ok. 3 km na zachód od Solca.

Po nadaniu Solcowi nad Wisłą statusu miasta, zmienił się automatycznie typ integralnych części miejscowości na część miasta.
| SIMC    | Nazwa        | Rodzaj       |
| ------- | ------------ | ------------ |
| 0637950 | Kazimierówka | część miasta |
| 0637938 | Podemłynie   | część miasta |
| 0637944 | Podole       | część miasta |

## Toponimia
Według pierwszych (wczesnośredniowiecznych) zapisów, nazwa miejscowości brzmiała Solca. Pochodzenie nazwy łączone jest z handlem solą. W okresie panowania dynastii Piastów stosowano nazwę Solec, później za Jagiellonów dodano drugi człon nazwy (Solec Sandomierski lub Solec Radomski). Na pocz. XIX w. powrócono do nazwy Solec, a następnie dla odróżnienia od innych miejscowości związanych z handlem solą (np. Solec Kujawski) przyjęto nazwę Solec nad Wisłą.

## Historia
Po raz pierwszy Solec został wymieniony w 1136 roku w Bulli gnieźnieńskiej jako gród należący do arcybiskupa gnieźnieńskiego. W XII w. Solec przeszedł we własność zakonu bożogrobców, od których został w 1325 roku wykupiony przez Władysława Łokietka. Około 1347 roku Kazimierz Wielki ulokował tu miasto na prawie magdeburskim. W okresie jego panowania wybudowano tu m.in. zamek obronny oraz przebudowano kościół parafialny. W XV i XVI wieku Solec otrzymał przywileje w zakresie handlu solą i organizacji jarmarków. Przywileje te zostały potwierdzone za panowania Zygmunta Starego. W 1574 roku miało tu miejsce okazowanie szlachty województw: sandomierskiego i lubelskiego, podczas którego powołano sądy apelacyjne ostatniej instancji, które stały się potem wzorem dla utworzonego trybunału koronnego. W latach 1615–1627 Krzysztof Zbaraski mocno rozbudował Solec, przebudowując m.in. zamek w rezydencję w stylu renesansowo-barokowym, budując klasztor i przebudowując kościół parafialny. 30 lat później, podczas potopu szwedzkiego Solec uległ prawie całkowitemu zniszczeniu (z 246 domów zostało 6 na obrzeżach miasta, prawie całkowicie zniszczono zamek). W XVIII wieku nastąpiła powolna odbudowa Solca, w tym zamku i kościołów. W 1866 roku utworzono szkołę średnią (po pożarze pierwotnej budowli w latach 1886–1888 wybudowano obecny gmach). W 1869 roku Solec stracił prawa miejskie. Latem 1939 roku zbudowano tu most saperski, zniszczony w czasie kampanii wrześniowej. Podczas II wojny światowej w budynku szkoły średniej znajdował się obóz Baudienstu. Koniec okupacji niemieckiej Solca nastąpił w styczniu 1945 roku.
Podczas okupacji hitlerowskiej, 6 grudnia 1941 roku Niemcy utworzyli getto dla żydowskich mieszkańców. Przebywało w nim około 800 Żydów. We wrześniu 1942 roku zostali wywiezieni do getta w Tarłowie, a stamtąd do obozu zagłady Treblinka II i tam zamordowani.

## Zabytki

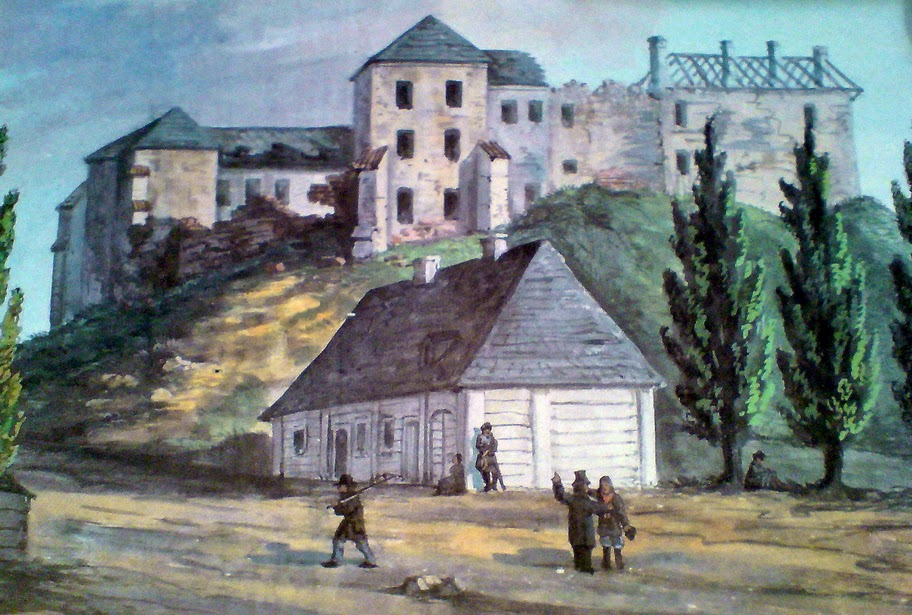
Zamek w Solcu nad Wisłą w XIX wieku

- Kościół farny pw. Wniebowzięcia NMP z XIV w. w stylu gotyckim, przebudowany w XVI/XVII w. w stylu późnorenesansowym. We wnętrzu późnorenesansowy ołtarz z pocz. XVII w. z obrazem Wniebowzięcia Matki Boskiej z 1600 r. W nawie bocznej kamienna chrzcielnica z 1624 r. Na uwagę zasługują także drzwi – zarówno wejściowe z ciekawymi okuciami, jak i metalowe drzwi z boku kościoła prowadzące do zakrystii z wykutą datą 1563, poorane pociskami wojen ostatnich kilkuset lat. Z murów za kościołem rozciąga się widok na łąki i dolinę Wisły.
- zabytkowa plebania z 1898 r.

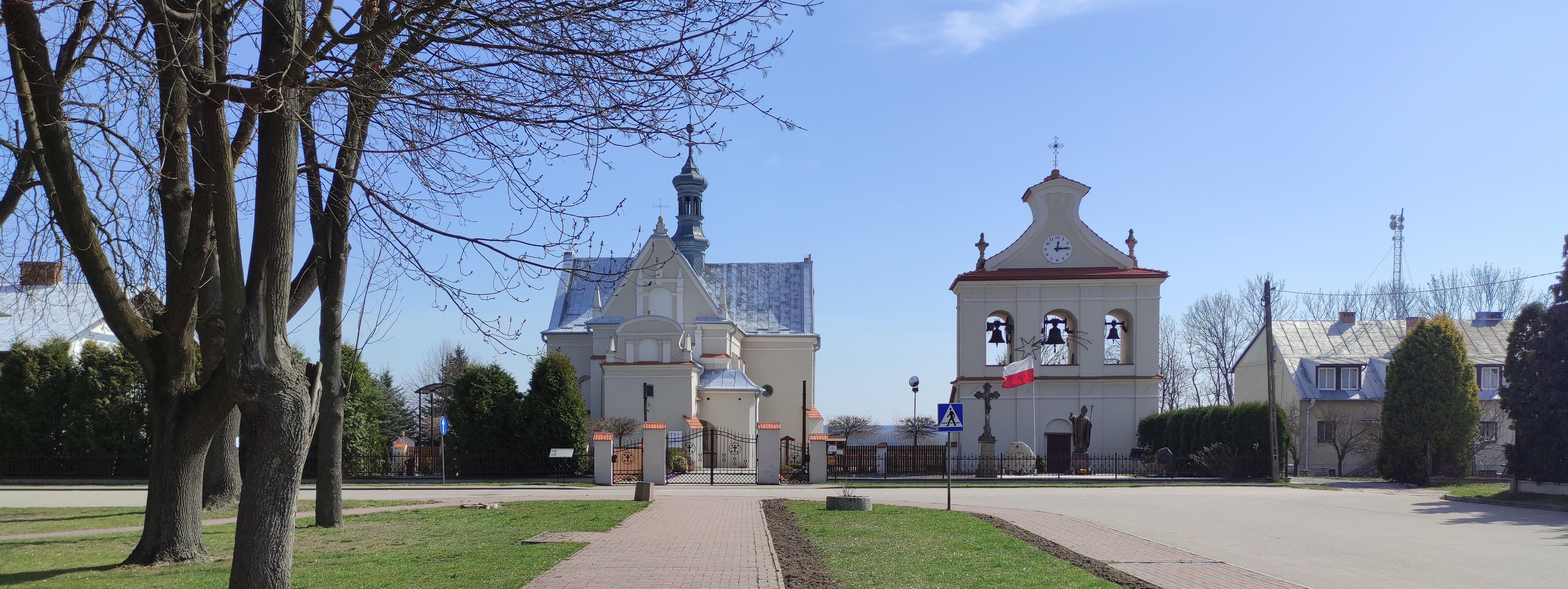
Kościół Wniebowzięcia Najświętszej Maryi Panny

- Kościół (dawny klasztor) oo. Reformatów z 1626 r., wielokrotnie restaurowany. Do 1864 roku należał do zakonu reformatów (w 1864 r. zakon w Solcu zlikwidowano, a posiadłości przejęły władze państwowe). W kościele wczesnobarokowy ołtarz główny z piaskowca z obrazem św. Stanisława z Piotrowinem. Obecnie kościół pełni funkcje pomocnicze – odprawiają się tu jedynie msze o godz. 10:00 w niedziele poza sezonem grzewczym. Do wczesnobarokowego Kościoła wchodzi się przez prostokątny dziedziniec, w którego krużgankach dawniej były stacje Drogi Krzyżowej. Do kościoła przylegają zabudowania poklasztorne, obecnie w administracji Liceum.
- Cmentarz pw. św. Barbary przy ul. Łoteckiego z barokowym kościołem cmentarnym składającym się z części drewnianej (z XVI w.) oraz części murowanej dobudowanej w XVIII w. (data 1768 umieszczona nad wejściem do kościoła zapewne oznacza rok jego rozbudowy). Na cmentarzu liczne nagrobki z XIX wieku. Najstarszy nagrobek Katarzyny z Kossowskich Chełkowskiej pochodzi z 1830 roku i ma formę cippusa z klasycystyczną dekoracją[22].
- Krzyże przydrożne, kapliczki i figury, m.in. figura św. Jana Nepomucena na Podemłyniu z 1784 r. czy krzyż z piaskowca na Podolu z 1846 r.
- Zamek – wybudowany w XIV w. przez Kazimierza Wielkiego i miał za zadanie strzec przeprawy przez Wisłę. W XV w. zamek został rozbudowany, a w XVII w. (1615–1627) gruntownie przebudowany przez Krzysztofa Zbaraskiego w renesansowo-barokową rezydencję. Zamek (podobnie jak prawie cały Solec) uległ niemal całkowitemu zniszczeniu w czasie potopu szwedzkiego. W XVIII w. został co prawda odbudowany, ale od tego czasu ulegał stopniowemu zniszczeniu. Obecnie ruiny nie prezentują się okazale – zachowały się jedynie fragmenty murów i wieży narożnej.

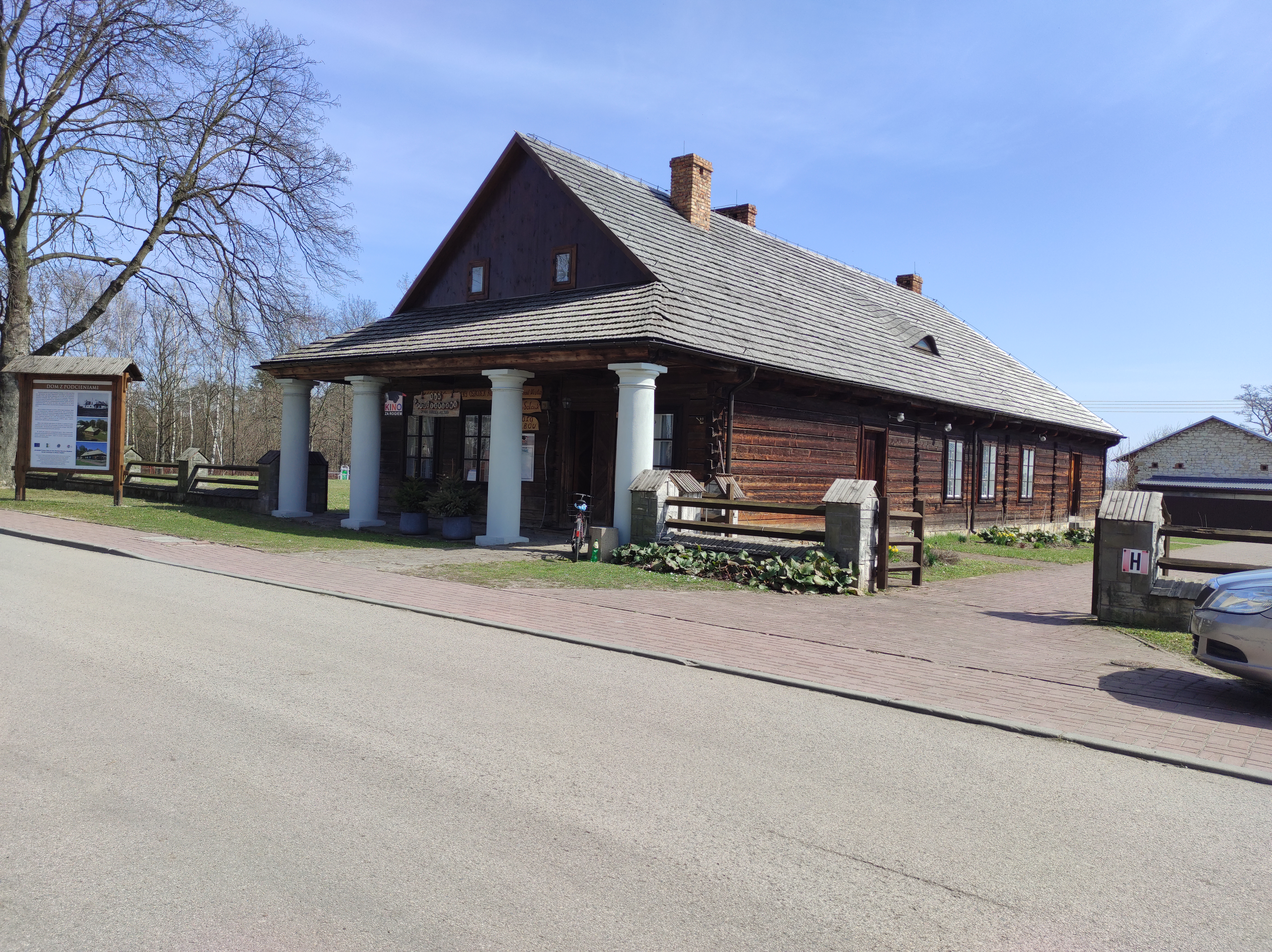
Dom z podcieniami

- Komendaria (Dom z podcieniami) z 1787 r. (wyremontowany w latach 70. XX wieku) znajduje się na pl. Bolesława Śmiałego, nieopodal Kościoła farnego i plebanii. Budynek jest parterowy (z użytkowanym strychem), drewniany, szczyt oparto na 4 kolumnach. Obiekt pierwotnie należał do probostwa (mieszkanie komendarza), potem zmieniał swoją funkcję (zajazd, karczma, szkoła podstawowa). Obecnie siedziba m.in. Gminnego Ośrodka Kultury. Za budynkiem jest plac zwany Wikaryjką – do niedawna mieścił się tam zdziczały sad, obecnie miejsce spotkań i doskonały punkt widokowy na zamek oraz tereny nad Krępianką i Wisłą.
- Ratusz z XIX w., obecnie siedziba Urzędu Miasta i Gminy w Solcu nad Wisłą.
- Liceum Ogólnokształcące z 1888 r. (szkoła średnia – Seminarium Nauczycielskie – została założona w 1866 r., pierwotny budynek spłonął; w 1888 r. został oddany nowy budynek). W czasie II wojny światowej w budynku stacjonowała najpierw niemiecka jednostka wojsk lotniczych, a następnie ulokowano tam obóz Baudienstu. 28 października 1942 r. oddział Batalionów Chłopskich Jana Sońty „Ośki” uwolnił ponad 300 „Junaków” z tego obozu[23].

## Okolice
W pobliżu Solca (w Kolonii Raj – przysiółku Kolonii Nadwiślańskiej) znajduje się także kościółek pw. św. Stanisława Biskupa, którego historia sięga wydarzeń z XI w., kiedy to w miejscu, gdzie stoi odbywał się prawdopodobnie sąd nad Piotrawinem. Obecnie odprawiana jest tam tylko jedna msza w roku, w dniu święta św. Stanisława.
Po drugiej stronie Wisły znajduje się miejscowość Piotrawin, zaś w granicach gminy Solec, przy ujściu rzeki Kamienna, popularna wśród wędkarzy wieś Kępa Piotrowińska.

## Sport
- Piłka nożna – GKS Wisła Solec – Gminny Klub Sportowy Wisła Solec.

## Transport
- Główne drogi dojazdowe do Solca to droga nr 747 (z Iłży) oraz droga nr 754 (z Ostrowca Świętokrzyskiego).
- Jedyną formą komunikacji zbiorowej w Solcu są autobusy. Solec ma bezpośrednie połączenie autobusowe m.in. z Warszawą, Tarnobrzegiem, Kielcami, Lublinem, Mielcem (z przystanku Solec Podemłynie) oraz z Ostrowcem Świętokrzyskim.

## Zobacz też

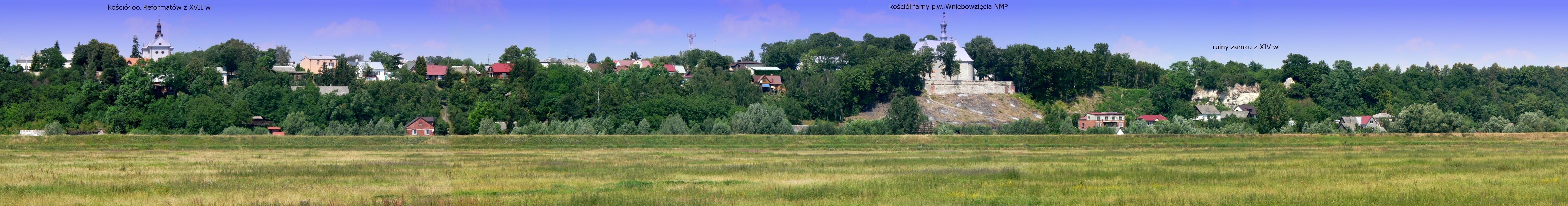
Panorama Solca nad Wisłą